# ای‌ئی‌بی‌اس‌اف
ای ای بی اس اف (به انگلیسی: AEBSF) با فرمول شیمیایی C8H10FNO2S.HCl یک ترکیب شیمیایی با شناسه پاب‌کم 9706 است. که جرم مولی آن ۲۳۹٫۶۹ گرم بر مول می‌باشد. 